# Strana spravedlnosti a rozvoje

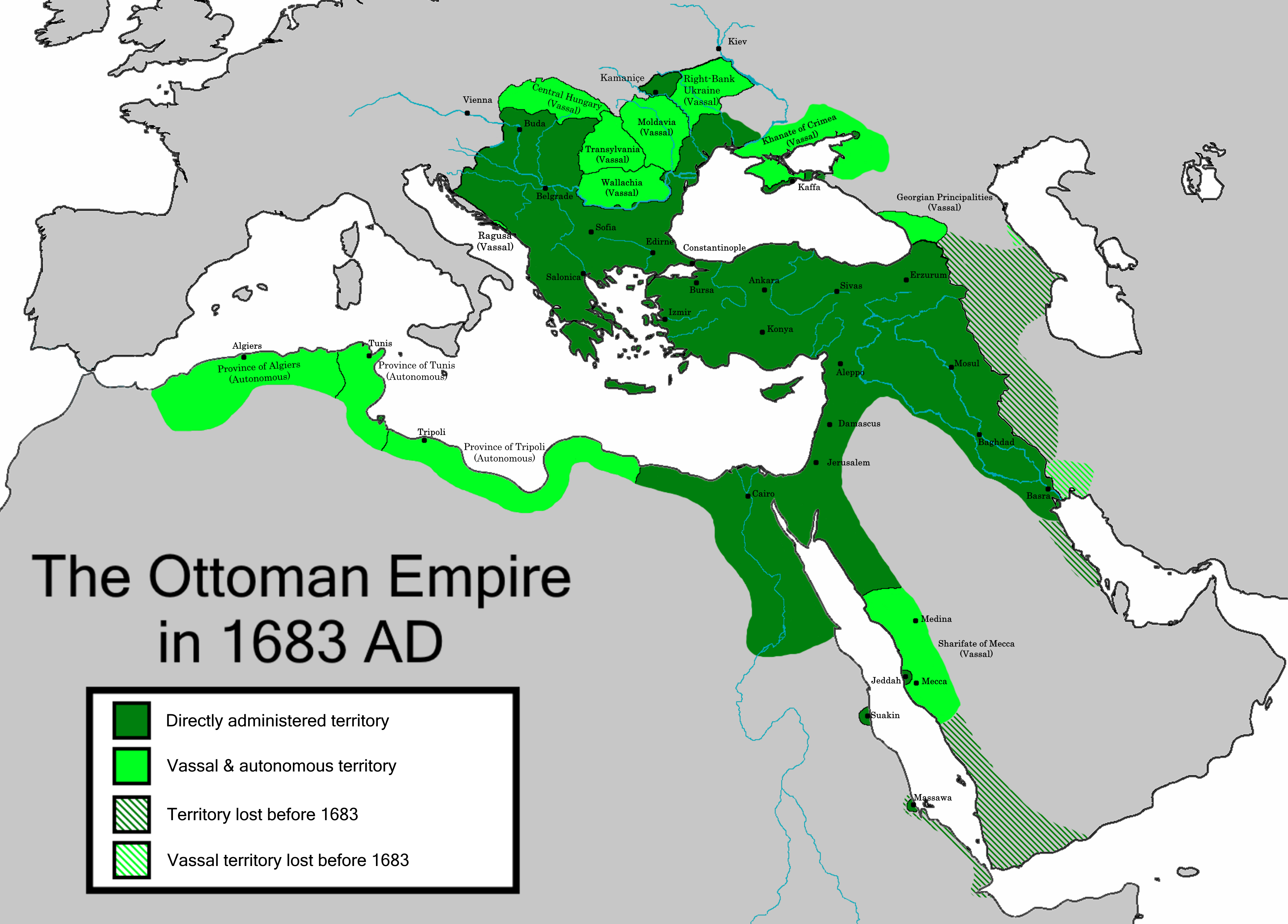
Erdogan a další vysocí představitelé strany podporují myšlenku znovuobnovení Osmanské říše

Strana spravedlnosti a rozvoje (turecky Adalet ve Kalkınma Partisi, AK Parti, AKP) je jedna ze dvou nejsilnějších politických stran v Turecku. Disponuje 291 zástupci ve Velkém národní shromáždění a je největší stranou Turecka. Předsedou strany je od roku 2017 současný turecký prezident a bývalý premiér Recep Tayyip Erdoğan.

## Historie
AKP vznikla jako umírněná odnož tureckých islamistických hnutí zakázaných v roce 1998. Tato strana, která od roku 2002 tvoří většinovou vládu, nabrala opačný směr než její předchůdkyně a stala se symbolem politických i ekonomických reforem, které vedly k otevření přístupových rozhovorů s Evropskou unií v roce 2005.
Zpráva o pokroku Evropské unie z října 2012 však konstatuje, že „nárůst útoků na svobodu slova v Turecku vzbuzuje vážné obavy, protiteroristické zákony jsou zneužívány proti novinářům a roste autocenzura a počet zakázaných webových stránek. Soudy označují pouhé psaní proti vládě za terorismus. V zemi byla v září 2012 zavedena povinná náboženská výchova sunnitského islámu od první třídy, která byla posledních 20 let pouze volitelná. Stovky sekulárních škol navíc vláda AKP přeměnila na náboženské. Ve společnosti a obchodu navíc převládl názor, že příslušnost ke správné víře a dobré vztahy s AKP jsou podmínkou úspěchu.
V prezidentských volbách 2014 zvítězil tehdejší předseda vlády a zároveň předseda AKP Recep Tayyip Erdoğan. Získal celkem 51,79 % hlasů, a byl tak zvolen ihned v prvním kole. Jeho zvolení vyústilo v nespokojenost stoupenců opozice. Ti proti Erdoğanovu autoritářskému a islamistickému přístupu k vládě demonstrovali již v roce 2013.
V červnu 2015 se konaly parlamentní volby. AKP obhájila své první místo, nicméně ztratila podporu téměř 9 procent voličů, obdržela jen necelých 41 procent hlasů a přišla o parlamentní většinu, kterou držela od roku 2002. Po krachu jednání o velké koalici s Republikánskou lidovou stranou i Nacionálně činnou stranou byly vyhlášeny nové volby, které se uskutečnily v listopadu 2015. V těch AKP obdržela 49,5 procenta hlasů a opět získala většinu.
Ve volbách 2018 kandidovala AKP v koalici s Nacionálně činnou stranou.
V komunálních volbách 2019 vyhrála, ale ztratila kontrolu nad třemi největšími městy – Istanbulem, Ankarou a Smyrnou.

## Volební výsledky

### Volby do Velkého národního shromáždění
| Volby         | Počet hlasů | Hlasy v % | Mandátů |
| ------------- | ----------- | --------- | ------- |
| 2002          | 10 808 229  | 34,28 %   | 363/550 |
| 2007          | 16 327 291  | 46,58 %   | 341/550 |
| 2011          | 21 399 082  | 49,83 %   | 327/550 |
| červen 2015   | 18 867 411  | 40,87 %   | 258/550 |
| listopad 2015 | 23 681 926  | 49,50 %   | 317/550 |
| 2019          | 21 333 172  | 42,56 %   | 295/600 |
| 2023          | 19 387 412  | 35,63 %   | 268/600 |